# Huntiglennia williamsi
Huntiglennia williamsi là một loài nhện trong họ Salticidae.
Loài này thuộc chi Huntiglennia. Huntiglennia williamsi được Marek Żabka & Gray miêu tả năm 2004.